# Psychoda gracilipenis
Psychoda gracilipenis är en tvåvingeart som beskrevs av Duckhouse 1966. Psychoda gracilipenis ingår i släktet Psychoda och familjen fjärilsmyggor. Inga underarter finns listade i Catalogue of Life.